# Мостовское сельское поселение (Ивановская область)
Мосто́вское се́льское поселе́ние — упразднённое муниципальное образование в Южском районе Ивановской области Российской Федерации.
Административный центр — село Моста.

## Географические данные
- Общая площадь: 98,2 км²
- Расположение: центральная часть Южского района
- Граничит:
  - на севере — с Южским городским и Мугреево-Никольским сельским поселениями
  - на востоке — с Талицким сельским поселением
  - на юге — с Новоклязьминским сельским поселением
  - на западе — с Холуйским сельским поселением

## История
Образовано в соответствии с Законом Ивановской области от 25 февраля 2005 года № 53-ОЗ «О городском и сельских поселениях в Южском муниципальном районе».
Законом Ивановской области от 6 мая 2015 года № 35-ОЗ, Новоклязьминское и Мостовское сельские поселения преобразованы, путём объединения, в Новоклязьминское сельское поселение с административным центром в селе Новоклязьминское.

## Население
| 2002 | 2010 | 2011 | 2012 | 2013 | 2014 | 2015 |
| ---- | ---- | ---- | ---- | ---- | ---- | ---- |
| 644  | ↘643 | ↘640 | ↘619 | ↘600 | ↘589 | ↘586 |

## Состав сельского поселения
Через знак «/» указано зарегистрированное и фактическое население.
| № | Населённый пункт | Население на 01.01.2014 года | Мужчины | Женщины | Подростки от 15 до 18 лет | Дети до 14 лет |
| - | ---------------- | ---------------------------- | ------- | ------- | ------------------------- | -------------- |
| 1 | Моста            | 589/425                      | 229/153 | 267/207 | 13/11                     | 80/54          |

## Местное самоуправление
Администрация сельского поселения находится по адресу: 155630, Ивановская обл. Южский район, с. Моста, ул. Кирова, д.17.
Глава администрации — М. А. Махмудов .